# Croce Rossa del Sud Sudan

il simbolo della Croce Rossa

La Croce Rossa del Sud Sudan è la società nazionale di Croce Rossa dello Stato del Sudan del Sud, nato nel 2011 con l'indipendenza dallo Stato del Sudan del quale costituiva in precedenza una regione. A seguito della scissione, nello stesso anno, il ramo locale della Mezzaluna Rossa sudanese è diventato la Società nazionale di Croce Rossa del nuovo Stato, la 187º in ordine di ammissione nel Movimento Internazionale.

## Denominazione ufficiale
- South Sudan Red Cross, in lingua inglese.